# Аннино (Хвастовичский район)
А́ннино — село в Хвастовичском районе Калужской области. Входит в состав сельского поселения «Деревня Стайки».

## Географическое положение
Село расположено на юге Хвастовичского района Калужской области, примерно в 6-ти километрах от административной границы с Брянской областью, в 47 километрах от города Брянска и в 150-ти км. от областного центра, города Калуги.
Через село проходит автомобильная дорога межмуниципального значения 29Н488 — «Стайки — Боев».

## Население
| 2002 | 2010 |
| ---- | ---- |
| 24   | ↘16  |

## История
Известно, что в 1839 году у помещика Дмитрия Петровича Комарского умерла дочь Анна. Он подал прошение церковным властям, и они разрешили ему построить церковь.

30 июля 1844 года построенная в лесу церковь была освящена в честь Пророчицы Анны. Церкви было подарено 36 десятин пахотной земли, и из Стаек переселены четыре крестьянских двора; они дали жизнь новому поселению, получившему название Аннино село.— В. П. Гусаров. «Красное, село родное».
В конце XIX века село Аннино входило в состав Теребенской волости, Жиздринского уезда Калужской губернии и насчитывало 59 жителей, из которых 26 мужчин и 33 женщины.
Деревянная одноэтажная двухпрестольная православная Симеоно-Аннинская церковь была закрыта и разрушена в 1924 году. Место где стоял храм окружают вековые липы 53°24′16″ с. ш. 35°05′00″ в. д..